# Laghi Tangle
I laghi Tangle (Tangle Lakes in inglese) sono un gruppo di laghi nel Census Area di Valdez-Cordova (Alaska, Stati Uniti). La cittadina più vicina è Paxson. 

## Storia
Il nome dei laghi è stato dato nel 1898 da W, C. Mendenhall, un impiegato del U.S. Geological Survey (USGS).

## Geografia fisica
Fanno parte del gruppo i laghi Long Tangle Lake, Lower Tangle Lake, Round Tangle Lake e Upper Tangle Lake, una catena di laghi lunga 26 chilometri in direzione sud-nord i cui flussi formano il fiume Delta (Delta River). L'area intorno ai laghi consiste principalmente di tundra a causa delle quote elevate a cui si trovano (quasi 1000 metri).

## Turismo
L'accesso principale ai laghi è un campeggio provvisto anche di uno scivolo per le barche gestito dal Ufficio per la Gestione del Territorio (BLM) (Bureau of Land Management), un'agenzia all'interno del Dipartimento degli Interni degli Stati Uniti che si occupa della gestione di terreni pubblici, a circa 32 chilometri da Paxson lungo l'autostrada Denali (Denali Highway).
L'area si trova al punto di partenza di un percorso di 2 - 3 giorni lungo il fiume Gulkana e l'autostrada Richardson. I laghi supportano molte specie di pesci, tra cui la trota di lago americana (lake trout), la bottatrice (burbot) e il tremolo artico (Arctic grayling).

## Archeologia
La zona dei laghi di Tangle è stata oggetto di estese esplorazioni archeologiche. I quasi 150 siti archeologici scoperti tra i laghi mostrano diversi insediamenti intermittenti. Le popolazioni antiche probabilmente sono state attirate in questa zona dalla presenza dei caribù in cerca di pascolo tra i ricchi licheni del territorio (e non dalla poca pesca ricavata dalla bassa estensione dei laghi). Nel 1971 la zona dei laghi Tangle è stata dichiarata "distretto archeologico" dalla National Register of Historic Places.

## Galleria d'immagini

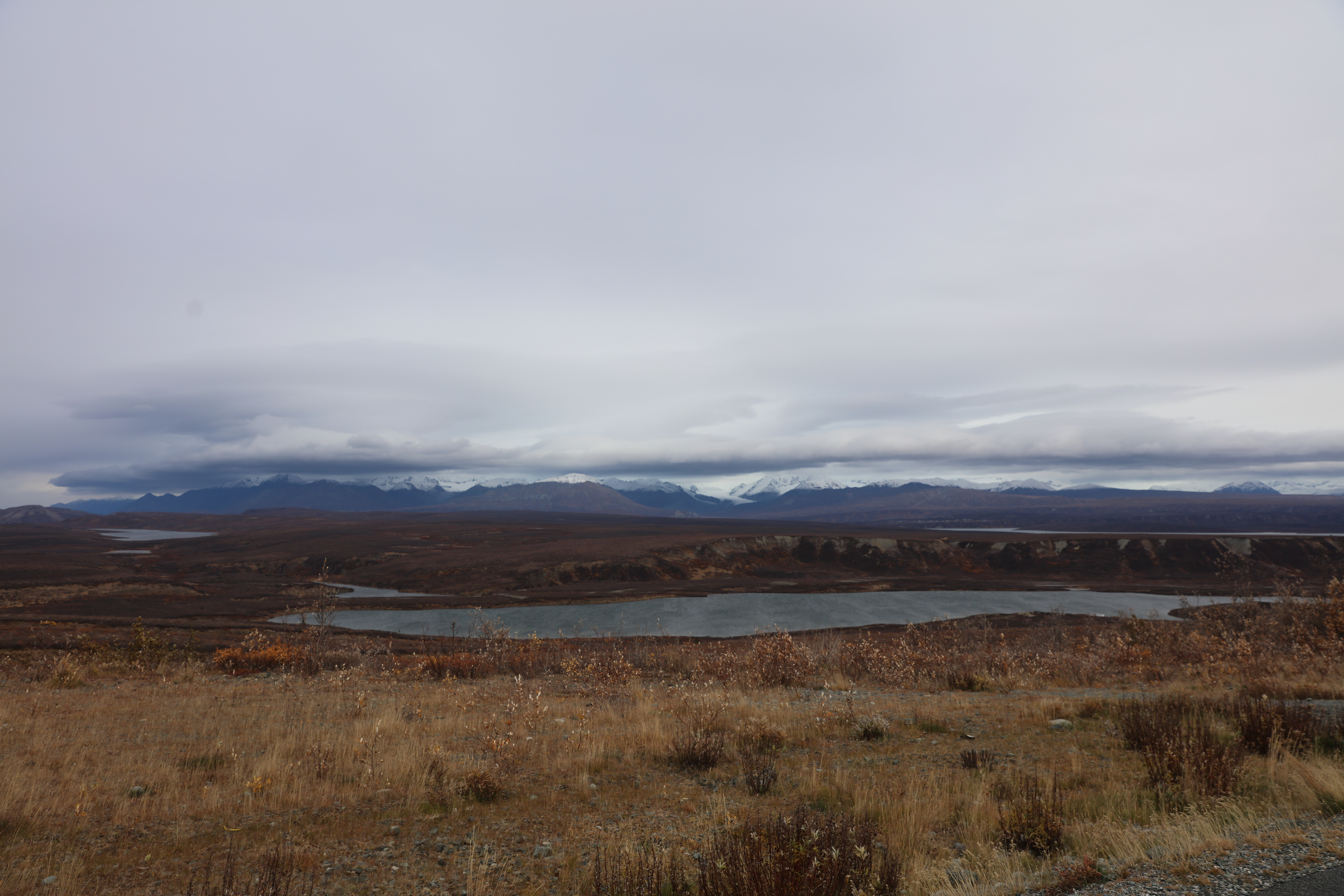
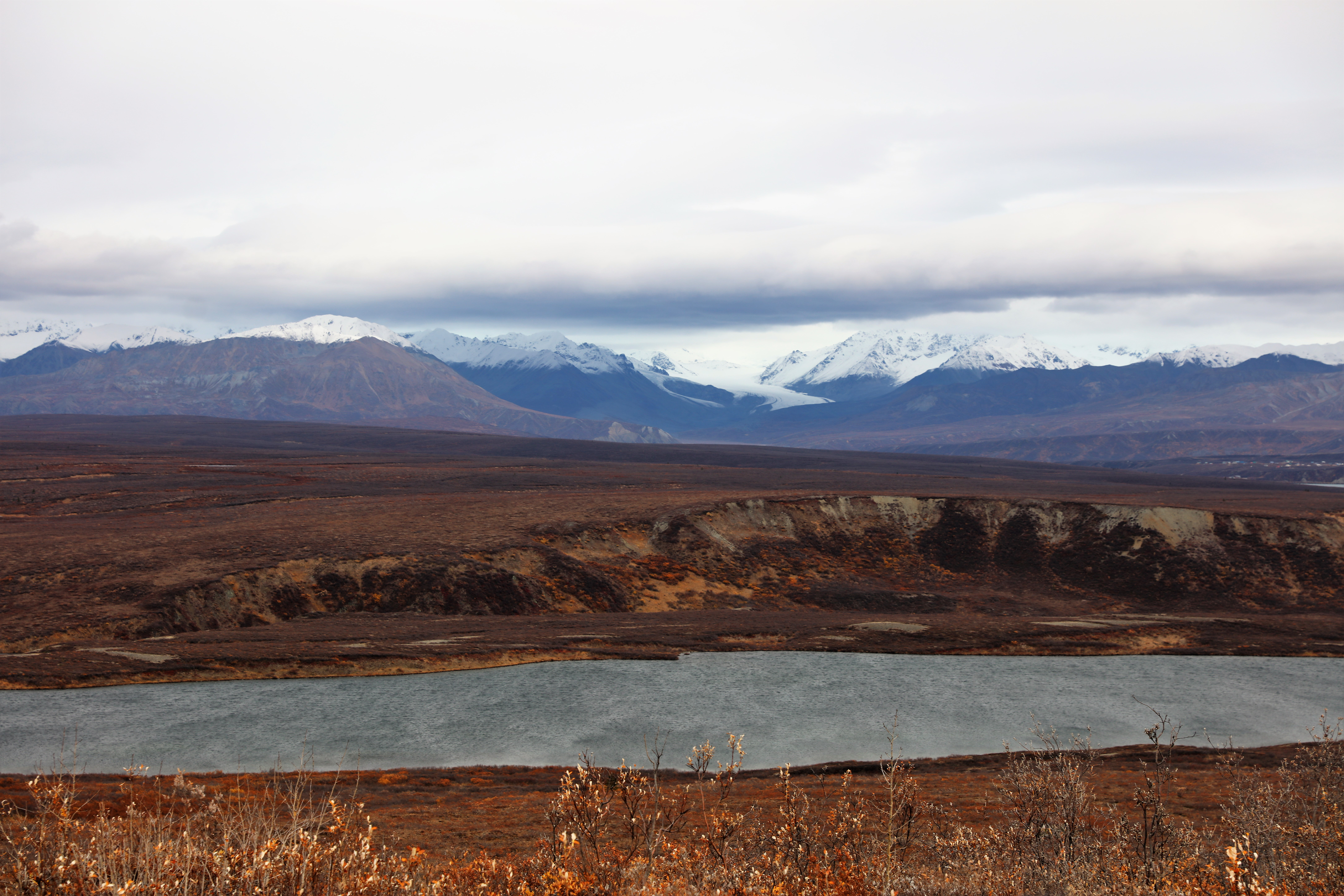
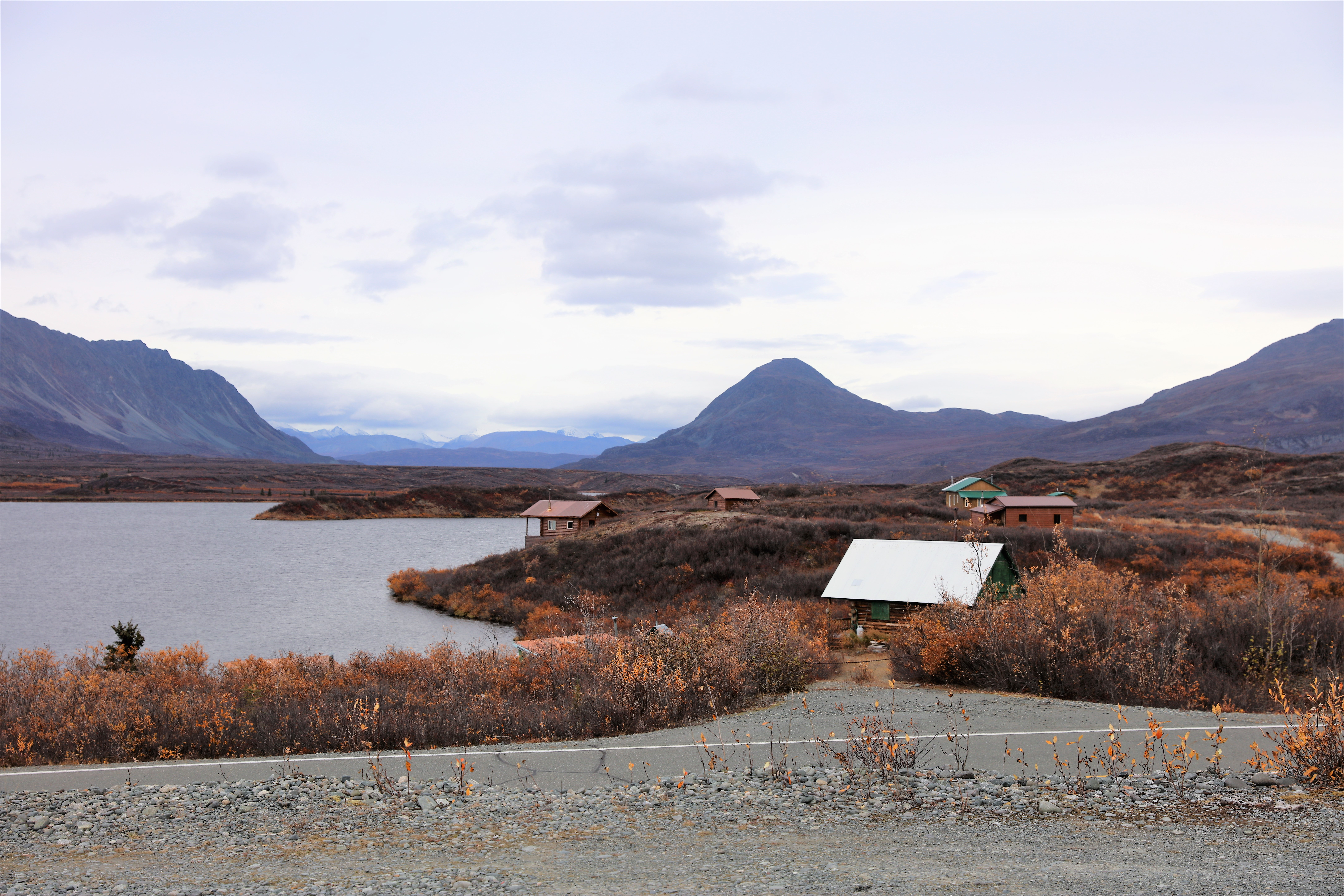